# شتشايولكوفو
شتشايولكوفو (بالروسية: Щёлково) هي إحدى مدن روسيا في الكيان الفدرالي الروسي موسكو أوبلاست.

## توأمة
لشتشايولكوفو اتفاقيات توأمة مع كل من:
- غرودنو
- هيمر
- بروفاري [4]

## أعلام
- رومان رومانينكو
- ألكسندر ألكسندروفيتش سكفورتسوف